# Chatanika (Alaska)
Chatanika es un área no incorporada ubicada en el borough de Fairbanks North Star en el estado estadounidense de Alaska.

## Geografía
Chatanika se encuentra ubicado en las coordenadas 65°6′44″N 147°28′38″O / 65.11222, -147.47722.